# عقل اول
عقل اول اصطلاحی است در فلسفهٔ اسلامی و نخستین چیزی که از ذات خداوند صادر شده‌است. عقل اول در اصطلاح فیلسوفان اشراقی نور اول و نور اقرب نامیده می‌شود.

## فارابی
فارابی در السیاسة المدنیة، تعداد عقول را برابر تعداد افلاک آسمانی شمرده و آن‌ها را بر ملائکه تطبیق داده‌است. وی در آراء اهل المدینة الفاضلة نیز ده عقل برمی‌شمرد. در این‌کتاب می‌نویسد: «از اول [تعالی] وجود دوم [عقل اول] فیضان می‌یابد و این دوم همچنین جوهری است دربست غیر جسمانی و نه در ماده‌است.»
اولین تجلی از وجود اول، عقل اول است که قادر به تعقل در خود و خالق‌اش است. از عقل اول نیز عقل دوم فیضان می‌یابد و از وجود او آسمان اول لازم می‌آید.

## عرفان اسلامی
مطابق قاعدهٔ «از واحد، جز واحد صادر نمی‌شود»، مخلوق بلاواسطهٔ این عالم «عقل اول» در اصطلاح فیلسوفان و «وجود منبسط و عام» در اصطلاح عارفان است. این وجود اول، هستی‌بخش موجودات دیگر خواهد بود. در اعتقاد عارفان و بیش‌تر فیلسوفان، صادر اول و وجود منبسط، همان روح پیامبر اسلام است. در حدیثی از پیامبر اسلام نقل شده که اولین چیزی که خداوند خلق کرد، نور من بود.

## پانوشت‌ها
1. ↑  لغتنامهٔ دهخدا، ذیل مدخل عقل
2. ↑  معلمی: ۱۳۸۵، صص ۹۰–۹۱
3. ↑  معلمی: ۱۳۸۵، ص ۹۱
4. ↑  الواحد لایُصَدرُ عنه الا الواحد
5. ↑  «اول من خلق الله نوری»، به نقل از قدردان قراملکی: ۱۳۸۱